# Geschiedenis van het moderne Griekenland
Na moeizame onderhandelingen werd Griekenland in 1830 door het Congres van Londen onafhankelijk verklaard. Nauplion (nu Náfplio) werd de hoofdstad, tot men in 1834 daarvoor Athene koos. In 1831 werd Kapodistrias te Náfplion doodgeschoten. Griekse diplomaten reisden de Europese hoven af om een koning voor Griekenland te vinden, maar géén regerende vorst wilde zijn zoon naar de Griekse heksenketel sturen. In 1832 werd Griekenland toch een koninkrijk: de zeventienjarige prins Otto van Beieren, zoon van de filhelleen Lodewijk I uit het huis Wittelsbach, beklom als Otto I de troon.
Het was verre van rustig in het land, dat toen 750.000 inwoners telde (nu 10 miljoen). Het volk was ontevreden, omdat de beste gebieden, Noord-Griekenland en de Ionische Eilanden, respectievelijk aan Turkije en Engeland bleven.

## Otto I (1832-1861), de eerste koning

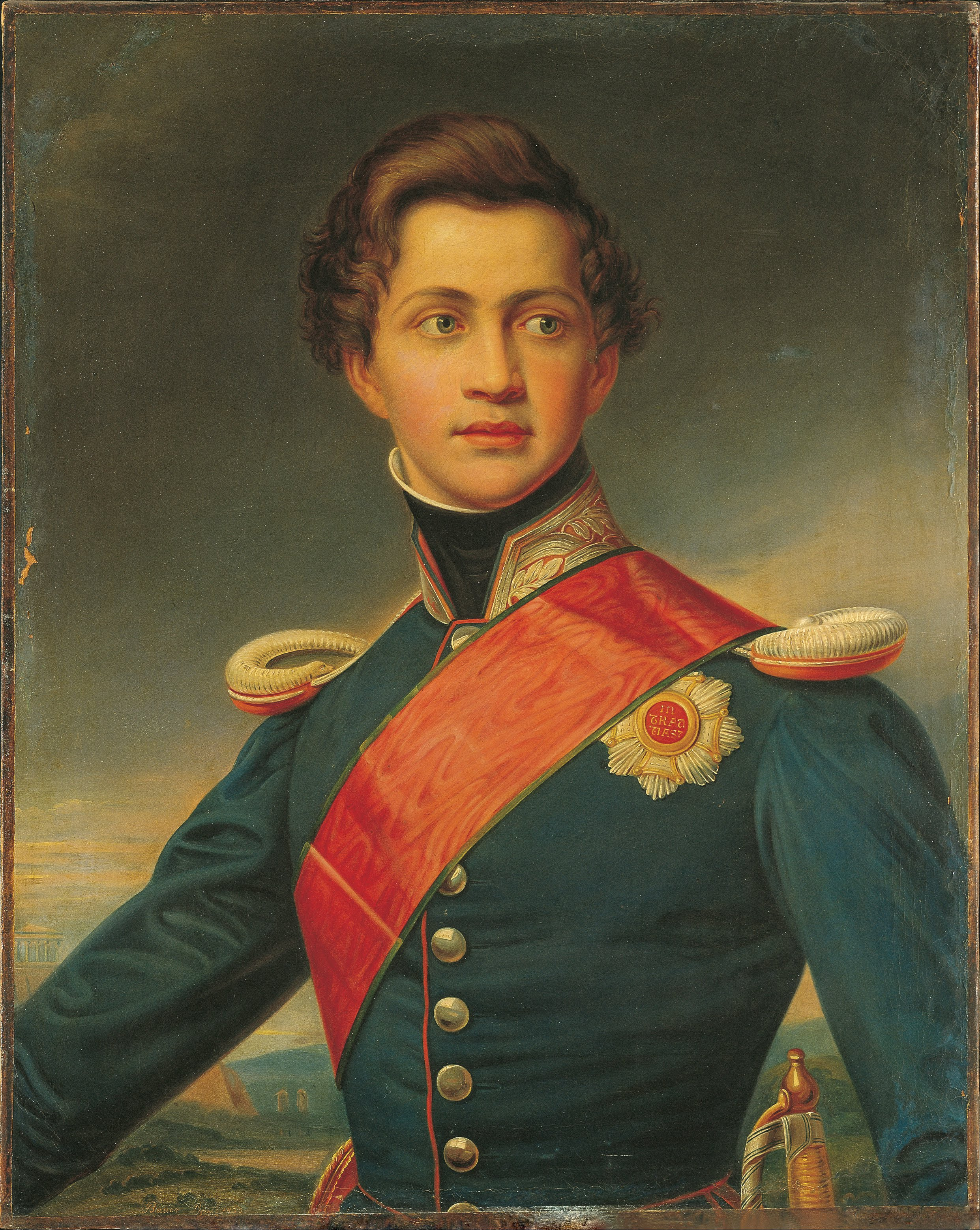
Otto I. Portret van de hand van Joseph Karl Stieler (Benaki Museum)

De jonge, toegevende en niet bijster talentvolle koning was niet de geschikte man om het verwoeste land met zijn grote schuldenlast te saneren. Hij regeerde als absoluut monarch, bijgestaan door Beierse adviseurs en ambtenaren, steunend op een legertje van goedbetaalde Beierse soldaten. De ontevredenheid groeide en in 1837 moest de koning zijn Beierse ministers door Griekse vervangen; in 1843 dwong een revolutie hem een grondwet ("sýntagma") af, naar Belgisch model.
Een nieuwe opstand in 1861 dwong de kinderloze koning tot afstand van de troon. Otto en zijn koningin Amalia verlieten het land, waarna een rumoerige tijd volgde.

## Koning George I (1863-1913)

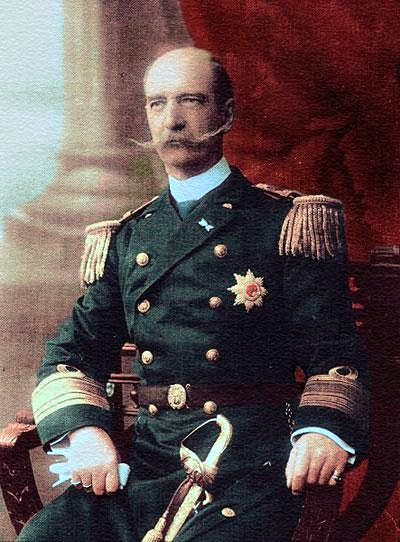
George I

Na het vertrek van Otto I leverde het Deense koningshuis Sonderburg-Glücksburg een koning, en wel de achttienjarige prins Wilhelm, tweede zoon van Christiaan IX, die de naam van George I aannam. De slanke en energieke koning trouwde enkele jaren later met Olga van Rusland. De koning leefde sober, werkte hard en reisde vier jaar door het land om de moeilijkheden van zijn volk te leren kennen. Deense architecten zetten de bouwactiviteiten voort, die de Beierse bouwmeesters onder Otto I begonnen waren.
Ondanks de democratische grondwet van 1864 -algemeen mannenkiesrecht, vrijheid van pers en godsdienst- bleef Griekenland van een stabiele democratie verstoken. Dé strijdvraag van ministerie en parlement bleef: de nog onder Turks bewind staande Griekse gebieden met geweld bevrijden of de Turken te vriend houden om aan het economische herstel van eigen land te kunnen werken.
Als huwelijksgeschenk voor de nieuwe koning had Engeland in 1864 de Ionische Eilanden afgestaan en in 1877 werd het vruchtbare Thessalië bij Griekenland gevoegd. In 1913, na de Balkanoorlogen, volgden Kreta, Noord-Griekenland en een aantal Egeïsche eilanden. In datzelfde jaar werd de populaire koning George I, toen hij door de straten van de pas verworven stad Thessaloníki wandelde, door een geesteszieke doodgeschoten. Zijn oudste zoon Konstantijn volgde hem op.

## Koning Constantijn I (1913-1917 en 1920-1922)

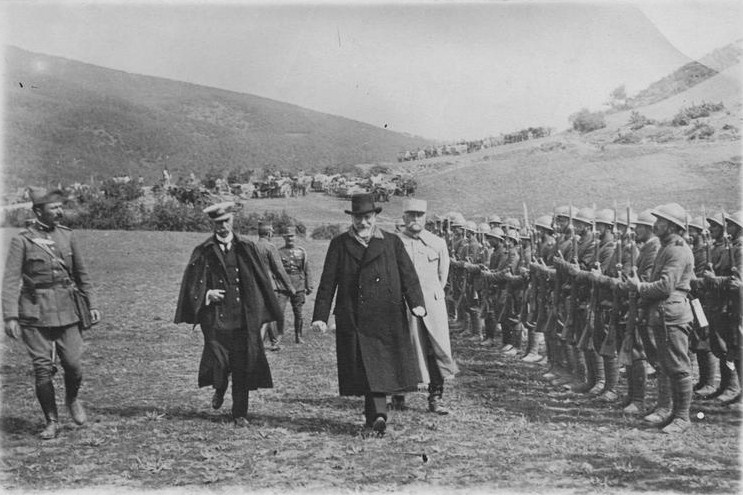
Venízelos (midden) inspecteert de Griekse troepen aan het Macedonische front in 1918. Hij wordt vergezeld door admiraal Pavlos Koundouriotis (links) en generaal Maurice Sarrail (rechts).

Toen in 1914 de Eerste Wereldoorlog uitbrak, wilde de liberale politicus Eleftherios Venízelos - een wilskrachtige Kretenzer die in 1910 premier was geworden - zich, ter vergroting van grondgebied, aansluiten bij de geallieerden, maar Konstantijn, gehuwd met een zuster van de Duitse keizer Wilhelm II, was pro-Duits. Dat gaf aanleiding tot vele strubbelingen en tot het ontslag en de verbanning van Venízelos.
Onder druk van de geallieerden, die Athene bombardeerden, moest koning Konstantijn in 1917 troonsafstand doen, en met kroonprins George verliet hij het land om erger te voorkomen. Het Griekse volk deed zijn koning met bloemen uitgeleide. Franse troepen rukten Athene binnen, Venízelos keerde naar zijn land terug en verklaarde Duitsland de oorlog.
Intussen was Konstantijns tweede zoon als Alexander I (1917-1920) koning geworden; hij was getrouwd met Aspasia Manos, de beeldschone dochter van een rijke Atheense burger. Het volk beschouwde echter de verdreven koning Konstantijn als een martelaar en noemde Alexander -in zijn koninklijk paleis een gevangene van Venízelos en de geallieerden- geen koning maar "prins (regent)".
Na de Eerste Wereldoorlog kreeg Griekenland uitbreiding in het noorden ten koste van Turkije en Bulgarije, het kreeg bovendien Smyrna (het huidige İzmir en omgeving op de Turkse kust in Klein-Azië.
In 1920 stierf koning Alexander I ten gevolge van de beet van een aap. Een volksstemming riep Konstantijn terug: hij werd met laaiende geestdrift ontvangen en premier Venízelos moest het land opnieuw verlaten.
In 1922 speelde zich de hoogst ongelukkige oorlog tegen Turkije af, waartegen koning Konstantijn zich steeds had verzet. De Grieken waren vol van hun eeuwenoude droom: herstel van het Byzantijnse Rijk. Kemál Pasja Atatürk, de sterke man van Turkije, had de afstand van Smyrna en omgeving nooit erkend. Na aanvankelijke successen verliep de oorlog voor Griekenland verder rampzalig, het leed verpletterende nederlagen, de Turken staken Smyrna in brand en de Griekse bevolking vluchtte bij honderdduizenden, het Griekse leger sloeg aan het muiten. De slechte afloop van de oorlog leidde tot een militaire opstand onder leiding van de Venízelos-gezinde generaal Plastiras. Konstantijn kreeg de schuld en hij trad af om een burgeroorlog te voorkomen. Zijn oudste zoon volgde hem op als George II (1922-1923).

## Koning George II (1922-1923, 1935-1941 en 1946-1947)
In 1923 stierf Konstantijn I in ballingschap te Palermo aan een hersenbloeding. In datzelfde jaar schafte het parlement de monarchie af en riep de republiek uit. Na één jaar koning geweest te zijn, vertrok George II naar Londen.

### De (tweede) Griekse republiek (1923-1935)

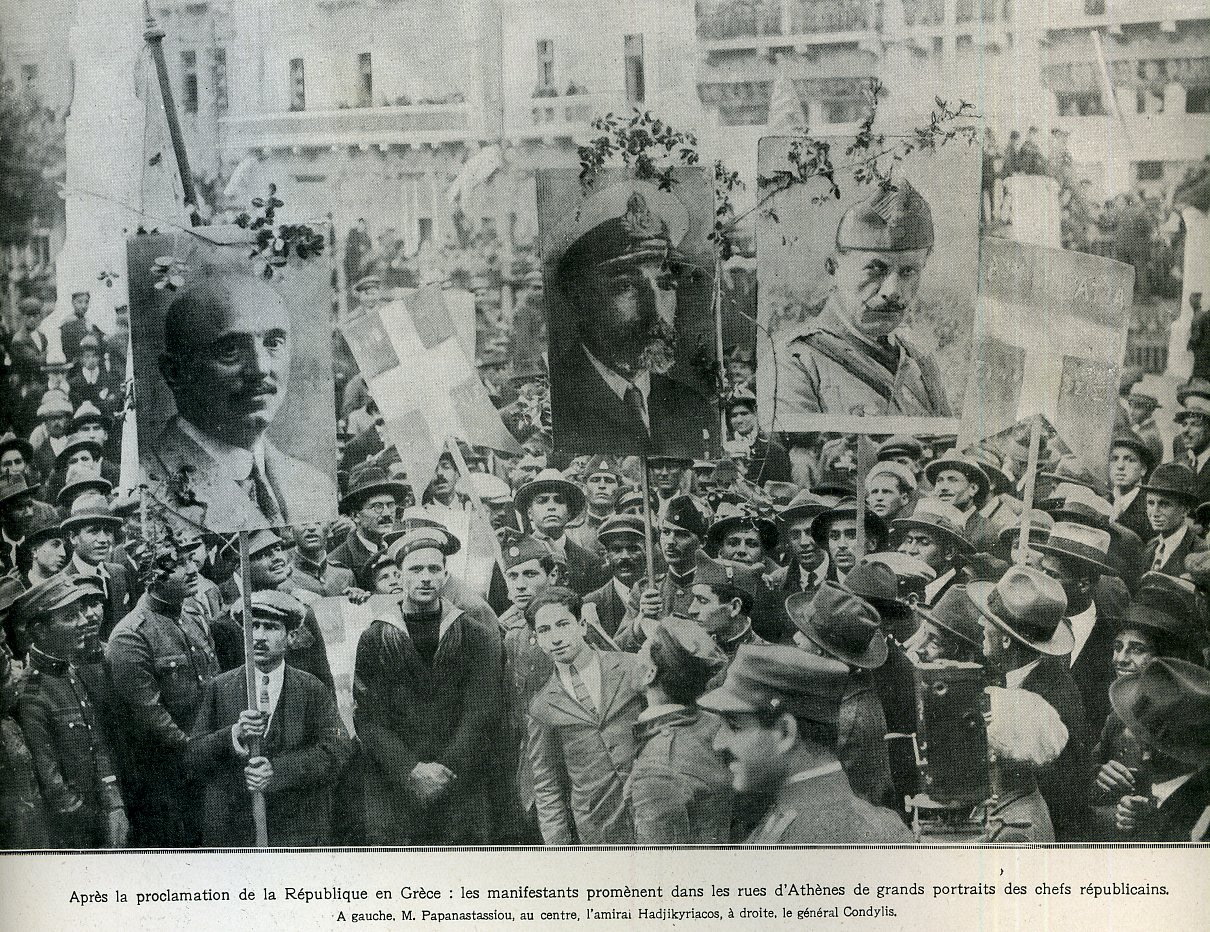
Demonstratie in 1924 voor het uitroepen van de republiek

Door de bevolkingsuitwisseling - Grieken uit Turkije, Turken en Bulgaren uit Griekenland - stond het arme en verdeelde Griekenland voor de taak bijna anderhalf miljoen uit Turkije en andere gebieden verdreven landgenoten onderdak, voedsel en werk te verschaffen. Grote politieke tegenstellingen leidden tot onrust in het land. In 1924 werd het dan ook officieel een republiek met de militair Koundouriótis als president.
Van januari tot augustus 1926 was er een militaire dictatuur onder generaal Theodoros Pangalos. In 1928 werd Venízelos weer teruggehaald, nadat zijn partij bij de verkiezingen de meerderheid had behaald. Hij bracht enige verbetering in de economische en financiële toestand en sloot vriendschap met Turkije. Maar in 1932 werd hij door de royalisten ten val gebracht en eens te meer verbannen. In de periode tot de Tweede Wereldoorlog werden de meeste kabinetten door de militairen ten val gebracht.

### George II weer terug
Na een betwistbaar referendum keerde koning George II terug naar Griekenland. De koning bestreed de corruptie in het leger en in de politiek, kondigde amnestie af, ook voor Venízelos. Groot was de verdeeldheid in de politieke partijen. Bang voor een coup duidde koning George II op 13 april 1936 Ioannis Metaxas  aan als eerste minister ad-interim. De aanstelling werd bekrachtigd door het Grieks parlement. Naar aanleiding van onrust riep Metaxas op 4 augustus 1936 de noodtoestand uit en met goedkeuring van de koning stuurde hij het parlement naar huis en regeerde sindsdien dictatoriaal. Hij voerde de censuur in en interneerde vele tegenstanders. Metaxas was misschien geen echte fascist, maar had wel bewondering voor Duitsland, Italië en het Spanje van Franco. Hij wilde orde en tucht, maar was een tegenstander van het Megali Idea en enosis. In 1938 laat hij zich tot premier voor het leven benoemen.
Zijn pogingen om Griekenland buiten Wereldoorlog II te houden kwamen resoluut aan hun einde toen Mussolini op 28 oktober 1940, Griekenland een ultimatum voorlegde om zich over te geven aan de Italiaanse troepen. Metaxas zou volgens de legende simpelweg “Οχι” (ochi is Grieks voor “Nee”) geantwoord hebben aan de Italiaanse afgezanten. Trots op hun kordate antwoord vieren de Grieken tot op heden (op 28 oktober) “Ochi-dag”. Een paar uur na dit antwoord echter, viel Italië Griekenland binnen via Albanië. Dit was de start van de Grieks-Italiaanse oorlog.

### Tweede Wereldoorlog
De Italianen hadden op een makkelijke overwinning gehoopt, maar werden verslagen. De Grieken dreigden zelfs Albanië te bezetten. Zeer precair werd de situatie voor de As toen de Engelsen hun steun toezegden.
Dictator Ioannis Metaxas overleed op 29 januari 1941. Zijn opvolgers bleken niet bij machte om een krachtige regering te vormen. Griekenland bood dapper tegenstand, die echter niet meer mocht baten toen op 6 april 1941 ook de Duitsers en de Bulgaren het land binnenrukten. De koning verliet het land met zijn regering. De Duitsers installeerden een collaborerende regering o.l.v. generaal Tsolakoglu.
Het land werd verdeeld tussen de Italianen, Bulgaren en Duitsers. De Italianen bezetten het noordwesten, maar kregen tot hun teleurstelling niet Thessaloniki. De Bulgaren bezetten het noordoosten, Grieks-Macedonië. De Duitsers bezetten het centrale deel en de Peloponnesos plus de meeste eilanden, vanwege de strategische ligging. Door de bezetting kon Griekenland nu ook geen graan meer invoeren, waardoor hongersnood uitbrak. Met name in Athene en op de eilanden was de situatie zeer ernstig en ten slotte gaven de Duitsers de geallieerden toestemming de Grieken met graan te bevoorraden. De Bulgaren traden in hun zone hard op tegen iedere uiting van Griekse cultuur en propageerden de Bulgaars-Slavisch Macedonische cultuur. Wie in de Italiaanse zone woonde was wellicht nog het beste af: de Italianen gedroegen zich correct, er was minder hongersnood en de joden werden met rust gelaten.
Na de Duitse inval in de Sovjet-Unie, richtten de nationaal-communisten (KKE) de verzetsbeweging EAM (Nationaal Bevrijdingsfront) op. De gewapende tak van de EAM was de ELAS. Hoewel de EAM bestond uit meerdere verzetsgroepen, de KKE (communisten) bleken spoedig de overhand te krijgen binnen de EAM. Er werden ook andere verzetsgroepen opgericht, de republikeinse EDES (Nationale Republikeinse Griekse Liga), de EKKA (Nationale Socialistische Bevrijdingsleger) en tal van kleinere verzetsbewegingen.
Tot 1944 toe werden er in de bergen van het bezette land felle gevechten geleverd, waarbij al spoedig de nationaal-communisten (EAM-ELAS) de leiding namen. In oktober 1944 gaven de Duitsers Athene over aan de Engelsen; de uitgeweken regering keerde naar Griekenland terug. Een volksstemming in 1946 riep ook koning George II weer op de troon, maar een jaar later stierf hij aan een hartinfarct. In 1946 had Italië Doodekanésos aan Griekenland afgestaan.

## Van monarchie naar republiek

### Burgeroorlog (1945-1949)
Na de Tweede Wereldoorlog trachtten de communisten de macht in handen te krijgen, maar een Engels expeditieleger kwam de regering te hulp. De Verenigde Staten verleenden steun om de Russische expansie te voorkomen.
Er heerste echter geen rust in het land, vooral niet in de noordelijke bergstreken die door de communisten werden beheerst. Deze kregen veel aanhang wegens de slechte economische, sociale en politieke situatie.
In 1947 woedde de burgeroorlog op zijn hevigst; de regeringsgetrouwe troepen werden aangevoerd door generaal Papagos; de goedbewapende communistische ELAS, geleid door de Stalinistische "generaal Markos", hield strooptochten door het land en ontvoerde 26.000 Griekse kinderen naar communistische buurlanden.
In 1948 verliep de strijd, door het ingrijpen van een Engels leger, onenigheid onder de communisten, leveranties van Amerikaanse wapens aan de regeringstroepen en door gebrek aan wapens bij de communisten (Joegoslavië hield immers op te leveren na de breuk van Tito met Moskou), beter voor het regeringsleger. In 1949 keerde de rust weer dankzij het werk en het prestige van Papagos met zijn "Griekse volksbeweging".

### Koning Paul I (1947-1964)
In 1947 werd de kinderloos gestorven George II opgevolgd door zijn broer Paul (Pávlos) I, die in 1938 gehuwd was met de vijftien jaar jongere Frederika van Brunswijk.
Na de burgeroorlog had het land te kampen met grote problemen: veel huizen verwoest, het vee weggevoerd, een verbitterde mentaliteit. Het koningspaar spande zich in om de door de burgeroorlog ontstane menselijke wonden te helen. De regering financierde de terugkeer van de verdreven en gevluchte boeren naar de bergdorpen, verbood de communistische partij en interneerde vele communisten. In 1956 kregen de vrouwen kiesrecht. Het land genoot bij zijn wederopbouw grote financiële steun van de Verenigde Staten.

### Koning Konstantijn II (1964-1967/1974)
Na de dood van Paul I werd zijn zoon Konstantijn II op 6 maart 1964 koning van Griekenland. Kort na het bestijgen van de troon trouwde hij met prinses Anne-Marie van Denemarken.
Het bleef ook onder de nieuwe koning roerig in Griekenland. In 1965 ontsloeg de koning de socialistische premier Georgios Papandreou wegens een conflict over het door Papandréou gewenste ontslag van bepaalde legerofficieren. Langdurige kabinetscrisissen en onlusten waren het gevolg.

### Kolonelsregime (1967-1974)
Om verdere onrust te voorkomen, werden verkiezingen aangekondigd, die moesten plaatsvinden op 28 mei 1967. Hier kwam echter niets van terecht. Op 21 april kwam door een staatsgreep de macht aan een groep legerofficieren - "de kolonels" - want "het land liep gevaar geleidelijk onder communistische invloed te geraken". De "sterke mannen" waren Papadópoulos en Pattakos. Zij voerden een zeer autoritair bewind. Onafhankelijke vakbonden werden verboden en kranten werden zwaar gecensureerd. Wie verdacht werd van communistische sympathieën, werd gearresteerd. Ook de literatuur, kunst en muziek moesten het ontgelden.
In december 1967 kwam koning Konstantijn II in verzet tegen de militaire junta, maar hij rekende vergeefs op steun van het volk en moest zich in ballingschap begeven.
Om een schorsing wegens het ontbreken van een democratisch bestel te voorkomen, trad Griekenland in 1969 uit de Raad van Europa. In 1973 verving de Griekse regering de monarchie door een republiek, met Papadopoulos als president. Bij het referendum van juli 1973 keurde 78% van de kiezers de nieuwe republikeinse grondwet goed.
Na het verzet van de studenten van de polytechnische school te Athene volgde in november 1973 een militaire staatsgreep, die zonder bloedvergieten verliep. Papadopoulos werd door zijn medestanders van 1967 ten val gebracht: sindsdien zat hij een levenslange straf uit in de zwaarbewaakte gevangenis van Korýdallos, bij Athene, tot aan zijn dood op 27 juni 1999. In 1974 kwam de als balling in Frankrijk levende Karamanlís aan de macht, met zijn partij de Nea Dimokratia ("Nieuwe Democratie"). Griekenland trad uit de NAVO als protest tegen het feit dat deze organisatie de Turkse invasie van Cyprus ongestraft liet.

### Republiek
Op 17 november werden er voor het eerst in jaren weer vrije verkiezingen gehouden. Karamanlís' Nea Dimokratia won de verkiezingen en kreeg 220 van de 300 parlementszetels. Bij een referendum op 8 december 1974 werd het koningschap van Konstantijn II niet hersteld; 70% van de Grieken koos voor een republiek. Een halfjaar later, in juni 1975, koos het Griekse parlement Konstantínos Tsátsos tot president. In 1980 werd Karamanlís tot president gekozen; Griekenland keerde terug in de NAVO en op 1 januari 1981 werd het lid van de Europese Unie.

## Griekenland in de Europese Unie

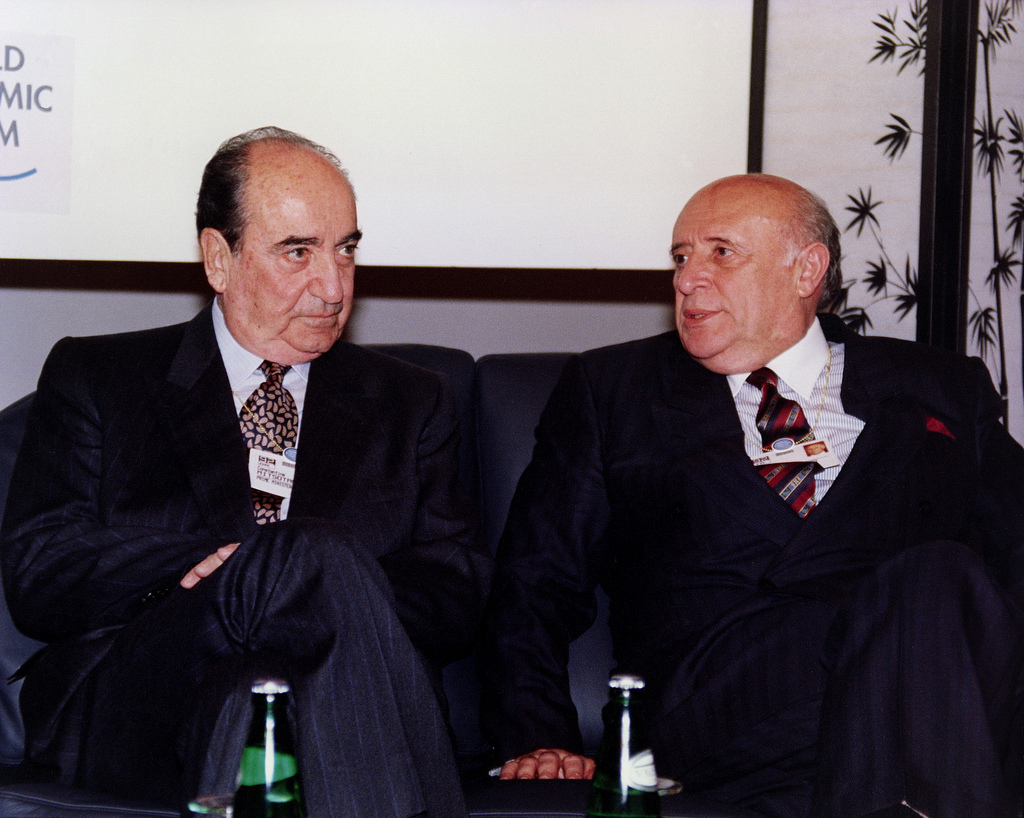
Premier Konstantinos Mitsotakis ontmoet zijn Turkse ambtsgenoot Süleyman Demirel tijdens het World Economic Forum 1992

Bij de verkiezingen in oktober 1981 voor het 300 zetels tellende parlement, behaalde de "PAnhelleense SOCialistische partij" ("PASOK") met 174 zetels de absolute meerderheid. Andreas Papandreou, zoon van de vroegere socialistische premier Georgios Papandreou, werd minister-president. Hoewel hij aanvankelijk het lidmaatschap van de NAVO ter discussie stelde, werd er in 1983 een nieuw verdrag gesloten, dat onder andere betrekking had op de Amerikaanse bases in het land.
Papandréou voerde vele vernieuwingen in: de bruidsschat werd afgeschaft, kerkelijk en burgerlijk huwelijk werden gelijkgesteld, de eeuwenoude spelling ietwat vereenvoudigd en sociale hervormingen werden doorgevoerd. Hij erkende de PLO van Arafat. De verhouding met buurland (maar erfvijand nr. 1) en NAVO-partner Turkije bleef gespannen, vooral na de eenzijdige onafhankelijkheidsverklaring van het Turkse deel van Cyprus in november 1983.
Papandréou, die van de Europese Unie royale subsidies voor zijn boeren wist af te persen, raakte echter steeds meer betrokken in allerlei financiële en emotionele schandalen. Aan zijn politieke carrière leek zelfs in 1989 een einde te zijn gekomen toen hij na twee ambtsperioden verpletterend verslagen werd door zijn tegenstanders van de (liberale) "Néa Dimokratía".
De nieuwe premier Konstantinos Mitsotákis zag zich verplicht met onpopulaire maatregelen het economische puin in het land te ruimen. Regelmatig lag Griekenland met zijn E.U.-partners overhoop, onder andere door zijn houding tegenover de burgeroorlog in voormalig Joegoslavië. Als orthodox-christelijk land koos Griekenland voor de kant van Servië en weigerde het de onafhankelijkheid van de vroegere deelrepubliek Macedonië onder die naam te erkennen, uit vrees voor Macedonische aanspraken op de gelijknamige gebieden in Noord-Griekenland. De Grieken noemen het land "ΠΓΔΜ" (spreek uit: poe-ghoe-dhoe-moe; de Griekse afkorting voor Voormalige Joegoslavische Republiek Macedonië) of gewoonweg "Skópia", naar zijn hoofdstad Skopje. Nederland leed in 1991 voor korte tijd onder een Grieks handelsboycot, nadat het bekend had gemaakt de vroegere Joegoslavische deelrepubliek te erkennen onder de eenvoudige naam 'Macedonië'.
In 1993 verloor Mitsotakis zijn parlementaire meerderheid nadat twee van zijn parlementsleden overstapten naar de scheurlijst ("Néa Ánixi", "Nieuwe Lente") van de aan de dijk gezette minister van Buitenlandse Betrekkingen Antonios Samarás. Er kwamen vervroegde parlementsverkiezingen op 10 oktober 1993, waarbij Papandréou - intussen door de rechtbank onschuldig verklaard - vrij onverwacht opnieuw naar de absolute meerderheid afstevende, en na vier jaar oppositie weer aan de macht kwam. Op 1 januari 1994 nam Griekenland het E.U.-voorzitterschap over van België; het conflict met Skopje dat zijn hoogtepunt bereikte in februari '94, toen Griekenland tegen zijn noorderbuur een streng handelsembargo instelde werd inmiddels -onder druk van de Europese partners- min of meer bijgelegd.
Hoe dan ook heeft Griekenland als meest oostelijk gelegen EU-land zwaar te kampen met illegale inwijking, niet alleen vanuit Albanië en het voormalige Oostblok, maar - via buurland Turkije - ook vanuit de moslimwereld (onder andere Pakistan).
Op 10 maart 1995 werd Konstantinos Stephanopoulos verkozen tot president van de republiek. Eind '95 kreeg de zwaar zieke premier Papandréou dergelijke gezondheidsproblemen dat hij in januari '96 moest aftreden en enkele weken later overleed. Dat was voor Griekenland het einde van een tijdperk.
De kersverse premier Costas Simitis kreeg het reeds na enkele dagen aan de stok met grote buur Turkije, toen een grensgeschil om het onooglijke rotseilandje Imiá bijna ontaardde. Door toedoen van de Amerikaanse president Clinton kon een heuse oorlog vermeden worden.
Uiteraard volgden de Grieken met argusogen de politieke onstabiliteit in Turkije, waar bij de parlementsverkiezingen eind '95 de moslimfundamentalisten van Erbakán als grootse partij uit de bus kwamen.
Binnen de EU bleef Griekenland zich trouwens koppig verzetten tegen de toetreding van Turkije (EU-top van Luxemburg, eind '97), dat op zijn beurt volhardde in de halsstarrigheid over de Cyprus-kwestie. De laatste tijd kan men echter een dooi in de betrekkingen tussen beide erfvijanden vaststellen, vooral sinds in 1999 beide landen door een zware aardbeving werden getroffen. In 2000 werden met Turkije vijf samenwerkingsverdragen getekend op het gebied van economie, wetenschap, cultuur, maritieme handel en de douane. In oktober namen beide landen deel aan een gemeenschappelijke NAVO-oefening in de Egeïsche Zee, waarbij de geplande aanwezigheid van Griekse militairen en materieel op Turks territorium aanvankelijk als een doorbraak werd gezien.
De relatie kwam echter weer onder druk te staan toen een oud militair meningsverschil over het luchtruim van twee Griekse eilanden weer opspeelde. Uiteindelijk trok Griekenland zich terug uit de oefening.
Op 8 februari 2000 werd President Stephanopoulos met een overweldigende meerderheid in het parlement herkozen voor een tweede ambtstermijn. De verkiezingsoverwinning van PASOK in april 2000 stelde premier Simitis in staat zijn succesvolle economische bezuinigingspolitiek voort te zetten. In het voorjaar 2000 bedroeg de inflatie voor het eerst in 30 jaar slechts 2,9%. Hiermee kwalificeerde Griekenland zich voor deelname aan de Europese Monetaire Unie. Het Europees parlement nam op 18 mei 2000 met grote meerderheid een resolutie aan waarin werd gepleit voor Griekse toetreding tot de eurozone per 1 januari 2001. Op 19 juni volgde de officiële goedkeuring van de Raad van Ministers.
Bij de parlementsverkiezingen van maart 2004 werd de Nea Dimokratia opnieuw de grootste partij van Griekenland, en kwam er een einde aan meer dan 10 jaar regering Simitis. Zijn opvolger werd Kostas Karamanlis.
Op 8 februari 2005 werd in het Griekse parlement met overweldigende meerderheid de voormalige socialistische minister van Buitenlandse Zaken Károlos Papúlias tot president gekozen. De 75-jarige politicus was de enige kandidaat voor de functie, en zijn kandidatuur werd gesteund door zowel de regerende conservatieven als de oppositiepartij PASOK. Van de driehonderd afgevaardigden stemden er uiteindelijk 279 voor, en dat was een recordaantal.
Op 17 augustus 2007 bood Karamanlis het vroegtijdige ontslag van zijn regering aan bij President Papoulias. Hij schreef nieuwe verkiezingen uit voor 16 september 2007, waarbij zijn partij Nea Dimokratia nipt de absolute meerderheid wist te behouden. Karamanlis bleef hierdoor minister-president.
In december 2008 braken hevige rellen uit nadat de politie een 15-jarige jongen doodschoot. In 2009 wist PASOK opnieuw te verkiezingen te winnen en werd Giorgos Papandreou jr., zoon van Andreas Papandreou, benoemd als premier.

## Financiële crisis
De oorzaak vindt men terug, na de val van militaire junta van 1974. Het land zat opgescheept met een enorme schuldenlast vanwege de grote militaire uitgaven. Om delen van de bevolking terug in de economie te laten participeren, creëerde de staat veel banen in de  publieke sector en financierde de pensioenen en andere sociale uitkeringen..
Voorafgaand aan de invoering van de euro, hielp devaluatie van de munt om de Griekse staatsschuld te financieren. Na de invoering van de euro in januari 2001, viel dit mechanisme weg. Gedurende de volgende 8 jaar, was Griekenland in staat om zijn hoge niveau van lenen aan te houden, dankzij de lagere rente op de staatsobligaties in euro's, dit in combinatie met een lange reeks van sterke groei van het BBP. Problemen begonnen te ontstaan wanneer de wereldwijde financiële crisis een hoogtepunt bereikte en alle nationale economieën ter wereld aantastte in september 2008. De wereldwijde financiële crisis had een bijzonder grote negatieve impact op de bbp-groei in Griekenland. Twee van de grootste bronnen van inkomst, toerisme en scheepvaart werden zwaar getroffen door de economische neergang, met een omzet daling van 15% in 2009.
Begin 2010 zei Olli Rehn, Europees minister van Economische en Monetaire Zaken : "Griekenland is de enige lidstaat, die zijn statistieken jaren en jaren heeft vervalst." Het bleek dat Goldman Sachs en andere banken, de Griekse regering had geholpen om haar schulden te verbergen. het begin van de Griekse staatsschuldencrisis
Als gevolg van het degraderen, door de kredietbeoordelaars, van de Griekse economie tot junk status, eind april 2010, leidde dit tot een bevriezing van de kapitaalmarkt, waarbij Griekenland virtueel als failliet kan worden bestempeld,
Op 2 mei 2010 heeft de Europese Commissie, de Europese Centrale Bank (ECB) en het Internationaal Monetair Fonds (IMF), later bijgenaamd de trojka, een lening van € 110.000.000.000 toegezegd, om Griekenland te redden en haar financiële behoeften te bekostigen voor de periode, mei 2010 tot juni 2013. Als tegenprestatie moet de Griekse staat voldoen aan de uitvoering van de bezuinigingsmaatregelen, structurele hervormingen en privatisering van overheidsactiva.

Tussen 2009 en 2015 volgenden vier premiers elkaar snel op. De nieuwe premier Alexis Tsipras (2015-2019) probeerde met een referendum de opgelegde financiële maatregelen niet te aanvaarden. Dit maakte niet veel indruk op de kredietverstrekkers. Daarenboven stond Griekenland op de eerste rij bij de Europese vluchtelingencrisis. In 2018 kreeg Tsipras een schuldopschorting van 10 jaar. Too little too late bij de Griekse parlementsverkiezingen 2019 werd Tsipras niet herkozen, Kyriakos Mitsotakis werd de nieuwe premier. Naar schatting verlieten tussen 2010 en 2020, vierhonderdduizend Grieken het land, de waardevolle publieke infrastructuur werd geprivatiseerd en verkocht.